# شو جون
شو جون (بالصينية: 徐君) (29 مايو 1995 في الصين - ) هو لاعب كرة قدم صيني في مركز الوسط. لعب مع شانغهاي غرينلاند شينهوا.

## وصلات خارجية
- شو جون على موقع قاعدة بيانات كرة القدم.إي يو (الإنجليزية)
- شو جون على موقع Soccerway.com (الإنجليزية)